# Котиледон войлочный
Котиледон войлочный (лат. Cotyledon tomentosa) — вид суккулентных растений рода Котиледон (Cotyledon) семейства Толстянковые (Crassulaceae), естественно произрастающий на территории Капской провинции Южно-Африканской Республики. 

## Название
Название рода Cotyledon происходит от латинского cotyledon, — «семядоля». Видовой латинский эпитет tomentosus происходит от латинского tomentosus, — «войлочный».

## Описание
Котиледон войлочный (subsp. tomentosa), также известный как «медвежья лапа» или «кошачья лапа» из-за характерных листьев, — суккулентный кустарник. Он может достигать высоты от 30 до 70 см и имеет диаметр от 30 до 50 см. Растение более или менее густо разветвлено и, его листья, цветки и стебли покрыты пушком. Листья плотные и мягкие на ощупь, с красными зубцами на концах. Весной котиледон войлочный образует большие оранжевые цветки в форме колокольчиков.

## Таксономия
Cotyledon tomentosa Harv., первое упоминание в W.H.Harvey & auct. suc. (eds.), Fl. Cap. 2: 373 (1862).

### Подвиды
Согласно данным сайта Plants of the World Online, вид состоит из 2 подвидов:
- Cotyledon tomentosa subsp. ladismithiensis (Poelln.) Toelken — вечнозеленый, многолетний суккулентный кустарник, который может достигать высоты до 1 м, включая соцветия. У него корни мочковатые, диаметр стебля составляет от 5 до 20 мм. Листья располагаются супротивно, они имеют эллиптическую форму и покрыты белыми короткими волосками, иногда с 1-3 зубцами на кончиках[5]. Цветки собраны в соцветия длиной около 160 мм. Чашечка цветка имеет 5 сросшихся лепестков, обычно длиной около 15 мм, окрашены в оранжевый цвет, который после цветения приобретает красноватый оттенок. Длина цветоноса составляет около 20 мм. Цветение происходит зимой и продолжается до весны, примерно с июня по сентябрь. Семена, очень мелкие, формируются в августе[5]. Подвидовой эпитет ladismithiensis был дан в честь местоположения Ладисмит, где этот подвид произрастает и является эндемичным[5]. Этот редкий подвид отличается от более известного subsp. tomentosa по форме листьев, размеру и ориентации цветков[6].

- Cotyledon tomentosa subsp. tomentosa — суккулентный кустарник с тонкими стеблями, диаметром 3-4 мм. Листья пухлые, мягкие, супротивные, перегнутые, густо опушенные, от обратно-ланцетных до продолговато-эллиптических. Они клиновидные, имеют длину от 1,5 до 5,5 см и ширину от 8 до 15 см. Листья выпуклые, сужаются к короткому стеблю на конце, а их вершина зубчатая с выступающими темно-красными «зубцами» на кончиках. Эти зубы располагаются аккуратными рядами, и их количество может варьироваться от трех до десяти. Также встречаются ярко-зеленые или желто-зеленые формы листьев с желтоватыми волосками, а также серые с беловатыми волосками, которые покрывают листья[2]. Соцветие — тирс с 1—3 дихазиями, на которых располагается 10—20 поникающих цветков. Цветонос имеет длину 0,15-0,25 м и плотно покрыт волокнами. Цветки могут быть от красного до почти желтого цвета, с пятью лепестками, которые разделяются возле кончиков и закручиваются назад. Они обычно направлены наружу на довольно коротких цветоножках. Чашелистики цветков треугольные, имеют длину от 3 до 5 мм и тупой острие, а также густую опушку. Трубка венчика имеет длину от 12 до 16 мм. Лопасти трубки загнуты и раскидисты, они вполовину короче длины трубки, снаружи опушенные и внутри голые, за исключением пучка волосков, где нити срослись с трубкой. Количество тычинок в цветке составляет 10, а пыльники имеют длину от 1,5 до 1,8 мм. Чешуйки поперечно-продолговатые, размером от 0,5 до 1 мм в ширину и от 1,3 до 1,6 мм в длину, они слегка выемчатые и бледно-желтые[2].

- Вариегатная форма

## Распространение
Cotyledon tomentosa subsp. ladismithiensis является эндемиком Ладисмита и соседних районов небольшой территории Кару в Западном Кейпе. Его ареал распространения настолько локализован, что он встречается на обнажениях сланцев на горе Свартберг между Калицдорпом и Ладисмитом, Лаингсбургом (в окрестностях реки Буффелс и плотины Флорискраал), Вармватербергом и Муискраалкопом. Это растение часто произрастает на мелкой почве, находясь на прямом солнце. Температурные условия в этом регионе характеризуются высокими летними температурами, которые варьируются от 27 до 35°C, и иногда могут достигать 40°C. Зимой температуры падают до очень низких значений (с мая по июль), иногда опускаясь до точки замерзания. Основное количество осадков выпадает зимой, общая сумма которых составляет 125–300 мм в год. Этот подвид произрастает в ограниченных субпопуляциях. В настоящее время известно семь субпопуляций, но, вероятно, существуют и дополнительные. Размер субпопуляций невелик и обычно не превышает 50 растений, поэтому общая численность этого таксона по консервативным оценкам составляет менее 10 000 половозрелых особей. За последние 90 лет численность этого подвида сократилась на 10% (продолжительность поколения оценивается в 30 лет). Снижение популяции происходит из-за пастбищного воздействия со стороны скота, включая овец и страусов, а также незаконного собирательства суккулентов для специализированной садоводческой торговли.
Cotyledon tomentosa subsp. tomentosa произрастает в районе Ладисмита, между рекой Грут и Трампетерс-Порт. Растет на каменистых кварцевых полях и крутых скалах, состоящих из кварцитового песчаника, что обеспечивает отличный дренаж благодаря очень пористой почве. Этот подвид известен из пяти сильно ограниченных субпопуляций. Все эти субпопуляции небольшие и включают в себя менее 30 растений. Существует потенциальная угроза для него в виде вытаптывания скотом.

## Выращивание
Котиледон войлочный (subsp. tomentosa) — распространенное растение, часто встречаемое в садовых питомниках. Растение отличается относительной неприхотливостью и процветает в ярком свете при хорошей циркуляции воздуха. Скорость роста умеренно быстрая, а для оптимального развития рекомендуется почва, богатая песком и хорошим дренажем, чтобы избежать корневой гнили. Регулярное удобрение специальным удобрением для кактусов и суккулентов, с низким содержанием азота, помогает поддерживать его здоровье. Растение устойчиво к засухе, но требует внимательного полива в течение вегетационного периода. Зимой стоит особенно осторожно поливать, чтобы избежать холодной и влажной почвы, которая может повредить корни. При выращивании в контейнерах рекомендуется поливать снизу, погружая контейнер в воду, и поддерживать сухую атмосферу вокруг растения. Котиледон войлочный хорошо процветает при ярком солнце, но также может переносить некоторую тень. В условиях полного солнца листья могут приобрести бледный желтоватый оттенок, поэтому в жаркие дни рекомендуется предоставить растению укрытие от прямых солнечных лучей и перемещать его постепенно из тени в солнце, чтобы избежать солнечных ожогов. В тени растение может растянуться. Для защиты от мороза следует принимать меры, особенно в холодных регионах. Минимальная температура, которую оно выдерживает, около 5°C, но небольшие морозы и кратковременные понижения температуры до -5°C в сухой почве оно переносит. Оно подходит для зон USDA 9A - 11 и в холодных районах можно выращивать в промежуточной теплице или зимнем саду в горшках. Котиледон войлочный ядовит как для людей, так и для домашних животных, особенно для овец и коз. Мясо животных, которые употребляли растение, остаётся токсичным даже после приготовления. Растение может подвергаться атаке мучнистых червецов и иногда поражаться чешуекрылыми. Размножение котиледона войлочного можно осуществлять семенами или черенками. Черенки хорошо приживаются, и такой метод размножения достаточно прост. Также можно посадить листья в хорошо дренированную песчаную почву, где они также укоренятся.